# Црква Светог Ивана Крститеља у Богишићима
Црква Светог Ивана Крститеља у Богишићима је римокатолички храм који припада Херцегновском деканату Которске бискупије.
Сава Накићеновић је 1913. године у антропогеографској студији "Бока", записао да је ова црква Св. Ивана, раније припадала православнима, али приморани од владе, морали су допустити служити у истој римокатоличком свештенику. Ради тога су се догађале свађе измећу католичких и православних свештеника, ко ће прије службу вршити. Пошто је православним то додијало, одмах до ове цркве су изградили себи цркву Св. Јована 1776, а ову оставе римокатолицима, чија је и данас.
Црква више није у рушевном стању, обновљена је и поново отворена 2005. То је била једнобродна грађевина са правоугаоном апсидом и звоником на преслицу. Још у 13. вијеку на овом мјесту је постојала старија црква на шта указују дијелови живописа. Црква је више пута преправљана, да би свој коначни облик добила у 19. вијеку и задржала га до 1979. године када је страдала у земљотресу. Око цркве је гробље. Црква је олтаром окренута ка истоку, као и православне цркве и грађена је од камена. Асиметричног је облика, јер постоји четвероугаона апсида на сјеверном зиду, а на јужном зиду она изостаје. Јужни зид има два полукружна прозора. Олтарска апсида је исто, четвртастог облика, са два мала прозорска отвора на јужном и сјеверном зиду. На западном зиду је звоник са три звона на преслицу, а изнад врата је розета.
Српске православне цркве на простору Михољског збора су биле највише на удару покатоличавања. Једна од тих цракава је и црква Светог Јована, са остацима живописа у ромејском (византијском) стилу и олтара Св. Јована. Павао Буторац је записао да је ова црква 1704. била заједничка са Србима. Тада је бискуп Драго констатовао да су двије трећине становника сљедбеници српскога обреда (Serviani), а трећина Латини. У другом извјештају истог бискупа се навди да су у Кртолима двије цркве Латинима заједнике са Србима, и то једна на равници, Вазнесења, а друга Усјековање главе Св. Јована Крститеља, на брду. Пошто су у обје цркве, накнадно уграђени олтари за католике, у куту, по њима недолично, бискуп је од Латина (католика) тражио да за себе изграде посебну цркву. Ипак су православни Срби себи подигли нову цркву Св. Јована, а католици су добили стару. 4. јуна 1718. је Грцима или Србима забрањено било градити цркве или манастире, да то не би сметало католицима. 1783. ова црква постаје само католичка, а до тада је била заједничка. Замјена је извршена за цркву Св. Духа, која је исто била заједничка, а након тога је уступљена православнима.

## Галерија
- Један од гробова
- Један од гробова